# Peter Nitzsche
Peter Nitzsche (* 1978 in Erfurt) ist ein deutscher Schauspieler.

## Leben
Peter Nitzsche absolvierte von 2002 bis 2006 seine Schauspielausbildung an der Bayerischen Theaterakademie August Everding in München. Während seiner Ausbildung spielte er erste Theaterrollen am Bayerischen Staatsschauspiel München und am Akademietheater München. Von 2006 bis 2008 war er am Stadttheater Bonn engagiert. Bühnenrollen hatte er in München u. a. in Clavigo (2003; Regie: Elmar Goerden), mit der Titelrolle in Leonce und Lena (2005, Regie: Eva-Maria Höckmayr), und in Mutter Courage und ihre Kinder (2006, Regie: Thomas Langhoff). Außerdem wirkte er 2006 u. a. neben Esther Kuhn und Birthe Wolter in dem dokumentarischen Theaterstück Genua 01 von Fausto Paravidino mit.
Am Stadttheater Bonn wirkte er im September 2006 in der Uraufführung des amerikanisch-deutschen Theaterprojekts The Frame (Text und Regie: Richard Maxwell) mit; er verkörperte die deutschstämmige Bühnenfigur Rainer Putzbaum. 2007 trat er in Peepshow, einem Stück der kanadischen Schauspielerin und Dramaturgin Marie Brassard, auf (Regie: Schirin Khodadadian) auf. Am Stadttheater Bonn spielte er außerdem in der Spielzeit 2007/08 den Erzieher in Medea (Regie: Klaus Weise). 2007 wurde er in der NRW-Kritikerumfrage des Magazins „theater pur“ als „Bester Nachwuchsschauspieler“ ausgezeichnet.
Nitzsche übernahm auch mehrere Film- und Fernsehrollen. In Boris Kunz’ Abschlussfilm Drei Stunden, der 2012 bei den Hofer Filmtagen uraufgeführt wurde, spielte er Fred, einen Freund der beiden Hauptfiguren Isabel und Martin. Im Fernsehen war er häufig in ZDF-Produktionen zu sehen, u. a. in den Fernsehreihen Rosamunde Pilcher (2010, als „exzellenter“ Falkner Alan Ryder und engster Vertrauter eines Professors) und Inga Lindström (2011, als Bengt Elkberg).
In der Telenovela Sturm der Liebe war im März 2013 in einigen Folgen als Entführer und Scherge Javier Ferro zu sehen. Außerdem hatte er Episodenrollen in den Fernsehserien Alarm für Cobra 11 – Die Autobahnpolizei (2009), Die Rosenheim-Cops (2010 und 2015, in beiden Rollen jeweils als Tatverdächtiger), Der Alte (2011, als Lover von Karin Giegerich), Die Garmisch-Cops (2014) und SOKO München (2016, als Kriminaloberkommissar Schwarz).
Nitzsche arbeitet als Dozent für Schauspiel an der Neuen Münchner Schauspielschule. Er lebt in München.

## Filmografie (Auswahl)
- 2009: Alarm für Cobra 11 – Die Autobahnpolizei: Die schwarze Madonna (Fernsehserie)
- 2010: Rosamunde Pilcher: Flügel der Liebe (Fernsehreihe)
- 2010: Die Rosenheim-Cops: Auf den Hund gekommen (Fernsehserie)
- 2011: Der Alte: Ein passender Tod (Fernsehserie)
- 2011: Inga Lindström: Die Hochzeit meines Mannes (Fernsehreihe)
- 2012: Too Focused (Kurzfilm)
- 2012: Drei Stunden (Kinofilm)
- 2013: Sturm der Liebe (Fernsehserie)
- 2014: Die Garmisch-Cops: Ausgekocht (Fernsehserie)
- 2015: Tatort: Die Wiederkehr (Fernsehreihe)
- 2015: Die Rosenheim-Cops: Mord in der Molkerei (Fernsehserie)
- 2016: SOKO München: Der Angriff (Fernsehserie, Doppelfolge)
- 2016: Mr. Love Bomb (Kurzfilm)